# Praça Nossa Senhora da Paz (Rio de Janeiro)
A Praça Nossa Senhora da Paz, é um logradouro público da Cidade do Rio de Janeiro, situada no bairro de Ipanema. Está localizada entre as Ruas Visconde de Pirajá, Joana Angélica, Barão da Torre e Maria Quitéria.
Integrou o projeto de urbanização do bairro coordenado pelo Barão de Ipanema a partir de 1894, sendo inaugurada oficialmente em 31 de outubro de 1917, com o nome de Praça Souza Ferreira.

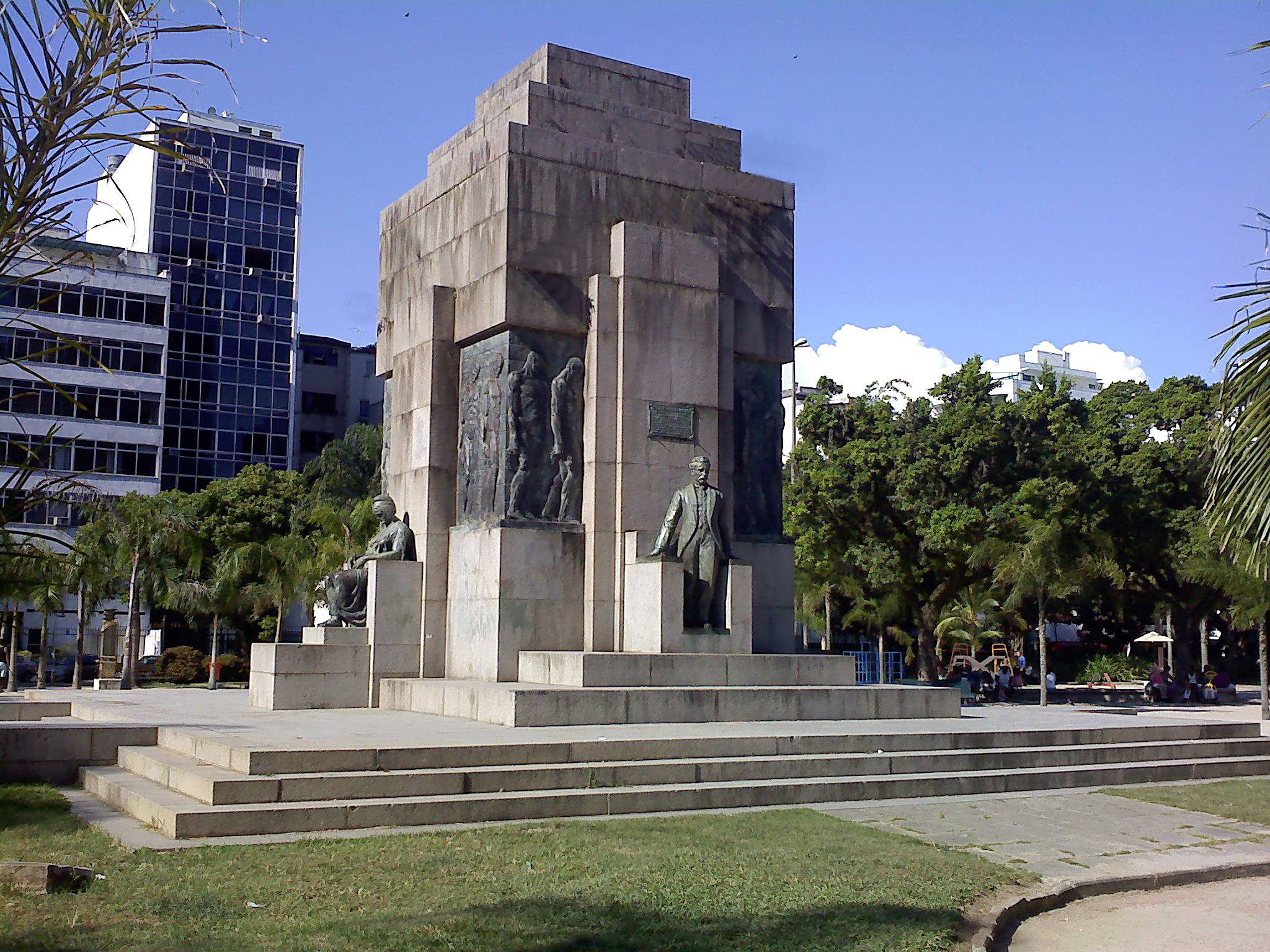
Monumento a Pinheiro Machado - no centro da Praça.

Recebeu o primeiro ajardinamento em 1932 e a atual denominação em 1936, por causa da proximidade com a igreja  do mesmo nome.
Ao centro foi erguido em 1931 um imponente monumento com a estátua do Senador Pinheiro Machado (1851 – 1915), como homenagem a um dos importantes paladinos dos ideais republicanos no Brasil, obra do famoso escultor Hildegardo Leão Veloso.
Foi redesenhada entre 1956 e 1957, segundo o projeto de Carlos Perry e teve o seu patrimônio artístico enriquecido em 1989 pela escultura da artista plástica Lúcia Guerreiro, representando duas crianças brincando de roda, no centro de um lago.
Em 2016, recebeu a estação de metrô Nossa Senhora da Paz, da linha 4, com dois acessos nas extremidades da praça.